# Al-Nahda SC
Der al-Nahda Sporting Club (arabisch نادي النهضة الرياضي, DMG Nādī n-Nahḍa ar-riyāḍī) war ein libanesischer Sportklub aus dem Mar Elias Distrikt in Beirut.

## Geschichte

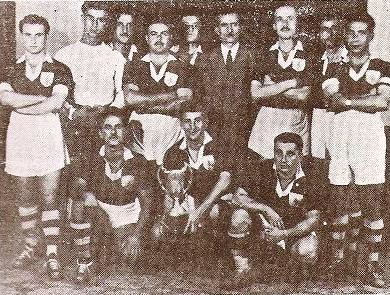
Mannschaftsfoto der Gewinnermannschaft des FA Cup 1945

Der Klub wurde am 3. Februar 1926 mit der Unterstützung der Orthodoxen Gemeinschaft gegründet und gilt damit als erster Fußballklub des Libanons. Als Spielstätte wurde eine eigene Holzstruktur als Zuschauertribüne erbaut, nach mehreren Erweiterungen fasste es schlussendlich 2000 Zuschauer. So gewann der Klub auch die erste Fußball-Meisterschaft des Landes in der Saison 1934. Danach gewann die Mannschaft noch die Meisterschaften der Saison 1941/42, 1942/43, 1946/47 und 1948/49 sowie den FA Cup in den Spielzeiten 1938, 1945 und 1947. Nach der Saison 1955/56 musste Klub schließlich in die zweite Liga absteigen und verblieb hier auch bis ins Jahr 1990. Durch finanzielle Schwierigkeiten wurde der Klub in diesem Jahr schließlich aufgelöst.

## Erfolge
- Libanesische Premier League: 1933/34, 1941/42, 1942/43, 1946/47, 1948/49
- Libanesischer FA Cup: 1937/38, 1940/41, 1944/45, 1946/47